# Биоград на Мору
Биоград на Мору (на хърватски: Biograd na Moru; на италиански: Zaravecchia; на унгарски: Tengerfehérvár) е град в Далмация, Хърватия. Някогашна столица на хърватските крале и значим туристически център.

## География
Биоград на Мору е разположен на Адриатическото крайбрежие, където Пашманският пролив отделя остров Пашман от континенталната част. Точно срещу града се намират двата малки острова Планац и Света Катарина.
Биоград отстои на 26 км южно от Задар и на 47 км северозападно от Шибеник. Разположен е на малък полуостров заобиколен от два залива – Солине на юг и Бошане на север. Градът е популярен туристически център още от времето между двете световни войни. Първият хотел тук е построен през 1935 г., днес той носи името „Илирия“. Освен самия град, туристите посещават също и няколко атрактивни места в околностите му – курортните градчета Петар на мору, Св. Филип и Яков, Пакощане.
Голямо богатство е, че недалеч от града са разположени три национални парка – Корнати, включващ 89 острова от архипелага Корнати, Кърка по протежение на река Кърка и Пакленица на южните склонове на планината Велебит. Само на пет километра от Биоград на Мору е разположено най-голямото хърватско езеро Врана, около което също е създаден природен парк.

## История
За първи път Биоград на Мору се споменава през X век в За управлението на империята на Константин VII Багренородни. Основан е от хърватските крале и става тяхна столица, и едновременно с това епископска резиденция. Биоград е престолният град на крал Стефан Държислав и на крал Петър Крешимир IV. През 1102 г. тук е коронован и унгарският крал Калман Книжник като знак за обединението на хървати и унгарци. По този повод градът е споменаван като „кралски град“ (urbe regia).
През 1202 г. след като участниците в Четвъртия кръстоносен поход разграбват Задар, много негови жители търсят спасение в Биоград. Две години по-късно повечето от тях се връщат обратно в родния си Задар. През следващите XIII и XIV век Биоград се управлява от местни князе, а през 1409 г. заедно с по-голямата част от Далмация е присъединен към Венецианската република и е наречен от венецианците „Zara-Vecchia“ (Старият Задар).
По време на две от венецианско-турските войни, съответно в 1521 и 1646 г., градът е разрушен и опожарен. След падането на Венеция през 1797 г. Биоград е присъединен към Австрия. След Първата световна война е част от Кралство Югославия, по-късно влиза в състава на Република Югославия, а от нейния разпад през 1991 г. до днес е в границите на Хърватия.
Биоград сериозно пострадва от сръбските бомбардировки през 1991—1993 г. по време на войната между хърватите и сърбите. Понастоящем всички щети са възстановени и градът преживява бурен туристически разцвет.

## Население
При преброяването през 2001 г. общината наброява 5259 души, от които 95% хървати, а останалите главно албанци и бошняци.

## Забележителности
- Църквата Св. Анастасия (1761);
- Църквата Св. Антония в романски стил;
- Базиликата Св. Йоанна (XI в.);
- езерото Врана на 7 км от града.